# Army of Two
Army of Two (Ejército de dos en español) es un juego desarrollado por Electronic Arts, para las consolas PlayStation 3 y Xbox 360 y lanzado el 6 de marzo de 2008.

## Información
Army of Two es un título de acción basado en las estrategias cooperativas y tácticas de combate más avanzadas entre dos soldados, al ver el video del juego se puede etiquetar a este juego como un shooter cooperativo en tercera persona. Actualmente está disponible para consolas XBOX 360, PS3, Próximamente saldrá para PSP.
El juego empieza en Somalia el 1993(este nivel es un tutorial). Al parecer en 2009 comienza la filmación de la película basada en el videojuego.

## Secuela de Army of Two
Army of Two: The 40th Day,  un buen shooter en tercera persona que ha sabido evolucionar en casi todos los sentidos de una manera firme.
El Gameplay fue mejorado y renovado. Esto no quiere decir que se juega distinto a su antecesor, pero ahora si se sentirá una gran diferencia si utilizas a Salem o a Ríos. 
Algo que estrena la serie de Army of Two, son las escenas de moralidad.
Además del juego ahora se traslada en Shanghái donde una serie de eventos destructivos.En esta nueva secuela habrá más acción que en la primera y además de tomar decisiones durante el juego.

## Película
Universal Pictures y el guionista Tim Curry (The Bourne Ultimatum) preparan la película del videojuego y esperan rodar el film en 2009.